# أوغستن كرست
أوغستن جوستاف كرست (12 ديسيمبر 1894 - 2 مارس 1964) كان أول شخص من تشيكوسلوفاكيا يُعُيِّنَ حكمًا لمباراة نهائية في كأس العالم عندما كان حكم مساعد في المباراة النهائية بين إيطاليا وهنغاريا عام 1938 في باريس. ولد في كروميشريش.
كان كرست حكماً في المباراة بين كوبا والسويد حيث فازت بها السويد 8-0. برز كرست في دوائر كرة القدم الأوروبية في منتصف الثلاثينات من القرن الماضي، حيث كان حكماً في عدة مباريات دولية.

## روابط خارجية
اوغستن كرست
ملخص اوغستن كرست
بيانات اوغستن كرست